# Jeli
Huyện Jeli là một huyện thuộc bang Kelantan của Malaysia. Huyện Jeli có dân số thời điểm năm 2010 ước tính khoảng 39335 người.